# Paul Barge (acteur, 1941)
Pour les articles homonymes, voir Paul Barge et Barge.
Ne doit pas être confondu avec l'acteur Paul Barge (1890-1960)
Paul Barge est un acteur français né le 11 septembre 1941 à Ferryville (aujourd'hui Menzel Bourguiba en Tunisie).

## Biographie
Il tient l'un de ses rares rôles principaux au cinéma en interprétant le rôle d'Edmond Dantès dans Sous le signe de Monte-Cristo (1968) d'André Hunebelle. Il retrouve la partenaire de ce film, Claude Jade, dans La Mandragore (1972) et dans la série Cap des Pins (1998-2000) où ils sont le couple Gérard et Anna Chantreuil. En 1978, il réalise son propre film, une comédie appelée Le Paradis des riches.
En 1973, il interprète le rôle de Numa Vernet dans le feuilleton Les Gens de Mogador. Il y interprète un personnage lâche et cruel, et tient un rôle similaire en 1978 dans le feuilleton suisse Docteur Erika Werner.
Paul Barge est aussi une voix : en 1990, il narre sur Antenne 2 les exploits d'un groupe de six candidats et les légendes d'un fortin perdu en pleine mer dans Les Clés de Fort Boyard. Il intervient aussi dans les émissions Palettes d'Alain Jaubert et réalise plusieurs livres audio pour les éditions Thélème.

## Théâtre
- 1970 : Haute Surveillance de Jean Genet, mise en scène Arcady, Théâtre Récamier
- 1975 : Christmas d'Alan Ayckbourn, mise en scène Pierre Mondy, Théâtre de la Madeleine
- 1987 : Conversations après un enterrement de Yasmina Reza, mise en scène Patrice Kerbrat, Théâtre Paris-Villette, Théâtre Montparnasse

## Filmographie

### Cinéma
- 1968 : Sous le signe de Monte-Cristo d'André Hunebelle
- 1969 : L'invitée (L'invitata) de Vittorio De Seta
- 1972 : L'Étrangleur de Paul Vecchiali
- 1978 : Le Paradis des riches réalisé par lui-même.
- 1982 : Pour cent briques, t'as plus rien... d'Édouard Molinaro
- 2019 : Bêtes blondes de Maxime Matray, Alexia Walther

### Télévision
- 1966 : les Compagnons de Jéhu : Michel
- 1967 : L'Arlésienne téléfilm réalisé par Pierre Badel : Frédéri
- 1970 : Sébastien et la Mary-Morgane, Gwen Théphanie
- 1972 : Les Gens de Mogador de Robert Mazoyer : Numa Vernet
- 1972 : La Mandragore : Callimaco
- 1974 : Les Enfants des autres de Louis Grospierre : Pierre
- 1976 : Première Neige de Claude Santelli
- 1976 : Le Lauzun de la Grande Mademoiselle d'Yves-André Hubert : Louis XIV
- 1977 : Au plaisir de Dieu de Robert Mazoyer : Claude de Plessis-Vaudreuil
- 1978 : Docteur Erika Werner de Paul Siegrist : Alain Bornand
- 1978 : Émile Zola ou la Conscience humaine de Stellio Lorenzi
- 1980 : Julien, d'Emmanuel Fonlladosa
- 1982 : L'Esprit de famille, de Roland Bernard, d'après les romans de Janine Boissard (rôle de Pierre)
- 1987 : Les Cinq Dernières Minutes : Mort d'Homme de Joannick Desclers
- 1988 : Les Cinq Dernières Minutes, épisode Fais-moi cygne de Louis Grospierre
- 1990 : Les Clés de Fort Boyard (jeu télévisé) de Jacques Antoine, Jean-Pierre Mitrecey et Pierre Launay : Voix off[1]
- 1991 : V.I.P.
- 1995 : Cœurs Caraïbes
- 1995 : Sandra, princesse rebelle de Didier Albert (série TV)
- 1998 : Victor Schœlcher, l'abolition de Paul Vecchiali (TV)
- 1998-2000 : Cap des Pins de Bernard Dumont, Emmanuelle Dubergey, Dominique Masson, Emmanuel Fonlladosa
- 2002 : Commissaire Moulin : Maitre Boistard
- 2002 : Les Cordier Juge et Flic, épisode Faux Départ de Gilles Béhat : Le Juge Bellac
- 2003 : Alice Nevers, Le juge est une femme, Juge contre Juge  : Le père d'Alice Nevers
- 2008 : Dans la cour des grands : Docteur Bernard Grangé
- 2008 : Françoise Dolto, le désir de vivre de Serge Le Péron : Boris Dolto
- 2009 : Profilage : Robert Cavellian, dans l'épisode « Sans rémission » (saison 1, épisode 2)
- 2013 - 2014 : Plus belle la vie : Angelo Soriani

## Livres audio
Paul Barge est le narrateur des livres audio suivants :
- œuvre de Joseph Conrad :
  - Typhon (nouvelle) ;
- œuvre de Jean-Paul Dubois :
  - Une vie française ;
- œuvres de Stephen King :
  - Misery ;
  - Christine ;
- œuvres de Fred Vargas :
  - Debout les morts,
  - Sans feu ni lieu.